# Ezra Heymann
Ezra Heymann (1928 en Chernivtsí - 22 de septiembre de 2014 en Barcelona) fue un filósofo y profesor universitario.

## Biografía
Nacido en el imperio austrohúngaro (actualmente en Ucrania) en una familia alemana de ascendencia judía, durante la década de 1940 su familia evitó la deportación a Transnistria mientras vivía en Czernowitz durante su juventud gracias a la protección de Traian Popovici. En 1946 Heymann comenzó sus estudios de Filosofía y Letras en la Universidad de Bucarest, luego en la Universidad de Viena y en 1947 en la Universidad de Heidelberg, donde completó su doctorado con Hans-Georg Gadamer. En 1953 emigró a Uruguay y empezó a dar clases en el Instituto de Profesores Artigas y en la Universidad de la República hasta la llegada al poder de Juan María Bordaberry. Se vio obligado a abandonar el país tras enfrentarse a las autoridades locales por la autonomía de la Universidad. Luego se trasladó a Venezuela en 1974, enseñando primero en la Universidad Simón Bolívar y en la Universidad Central de Venezuela hasta su retiro en 2006, aunque mantuvo su cargo como profesor activo por el resto de su vida. Su investigación se centró en Kant y en la filosofía clásica alemana. Su testimonio como sobreviviente del Holocausto fue recopilado en el libro Exilio a La Vida: Sobrevivientes Judíos De La Shoá.

## Obras
- Decantaciones kantianas:Trece estudios críticos y una revisión de conjunto. UCV, Caracas, 1999.
- Los marcos doctrinales y la apertura fenomenológica: Vías de la exploración kantiana. Estudios de Filosofía, ISSN 0121-3628, Nro. 49, 2014, págs. 87-102.
- Análisis, síntesis y definición sobre la cuestión del carácter de los enunciados filosóficos en la teoría kantiana de la experiencia y la ciencia. En Valerio Eds V. Rohden, Ricardo Terra & Guido Almeida (eds.), Ley y paz en la filosofía de Kant.
- Las referencias internas y externas de la conciencia en la discusión fenomenológica. Apuntes Filosóficos 20 (2011), Nro. 38, 2011 (Ejemplar dedicado a: Dossier Filosofía de la Mente), págs. 27-38
- La ética kantiana en una lectura de revisión. Episteme 28 (2008):171-180.
- La crítica de la visión moral del mundo. Ideas y valores: Revista Colombiana de Filosofía 133 (2007): 79–93.
- Monismos y dualismos en Descartes y Nietzsche. Cuaderno gris, ISSN 0213-6872, Nro. 5, 2001 (Ejemplar dedicado a: Nietzsche y la "gran política": antídotos y venenos del pensamiento nietzscheano / coord. por Alfonso Moraleja),  págs. 239-246
- Ética y axiología al terminar el siglo: Un balance. Enrahonar: Quaderns de filosofía, Nro. 32–33, 2001, pp. 225–233.
- En torno a la imaginación en Kant. Apuntes Filosóficos 17 (2000).
- Ética y Estética. Apuntes Filosóficos 15 (1999).
- Filosofía trascendental mundaneizada. Ideas Y Valores 100 (1996):37-47.
- ¿Crisis de la racionalidad científica?. Apuntes Filosóficos 5 (1994).
- El campo semántico del pensamiento. Descartes y Kant. Apuntes Filosóficos 6 (1994).
- ¿Cuál es la fundamentación kantiana de los derechos humanos?. Apuntes Filosóficos 1 (1992).
- La filosofía del conocimiento kantiana. Cuadernos venezolanos de filosofía 13. Universidad Católica Andrés Bello, 1989.